# Masan-Stadion
Das Masan-Stadion war ein Fußballstadion mit Leichtathletikanlage in der südkoreanischen Stadt Changwon, Masan-Heuiwon-Gu, Gyeongsangnam-do. Das Stadion wurde 1982 erbaut. 1983 nutzte die südkoreanische Fußball-Profiliga K League das Stadion als Austragungsort.
Des Weiteren wurde das Stadion im Zeitraum von 1987 bis 1988 von Daewoo Royals als Heimspielstätte genutzt. Nach dem Umzug von Hyundai Horing-i wurde das Stadion allerdings bis 2006 nicht mehr weiter genutzt. Zwischen 2006 und 2010 nutzte Gyeongnam FC das Stadion zuletzt als Heimspielstätte. 2016 wurde das Fußballstadion zu Gunsten für das neue Masan-Baseballstadion abgerissen.

## Galerie

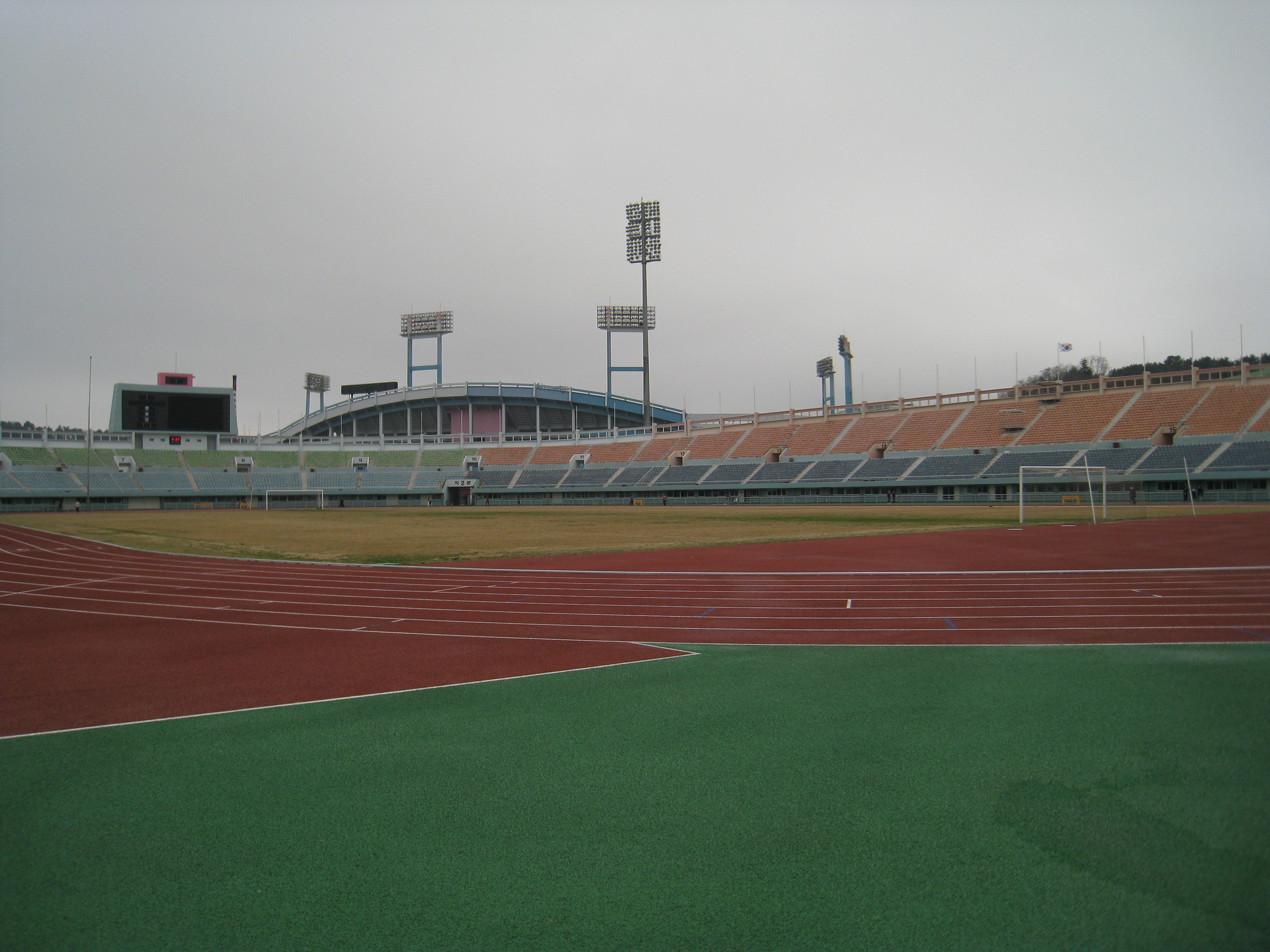
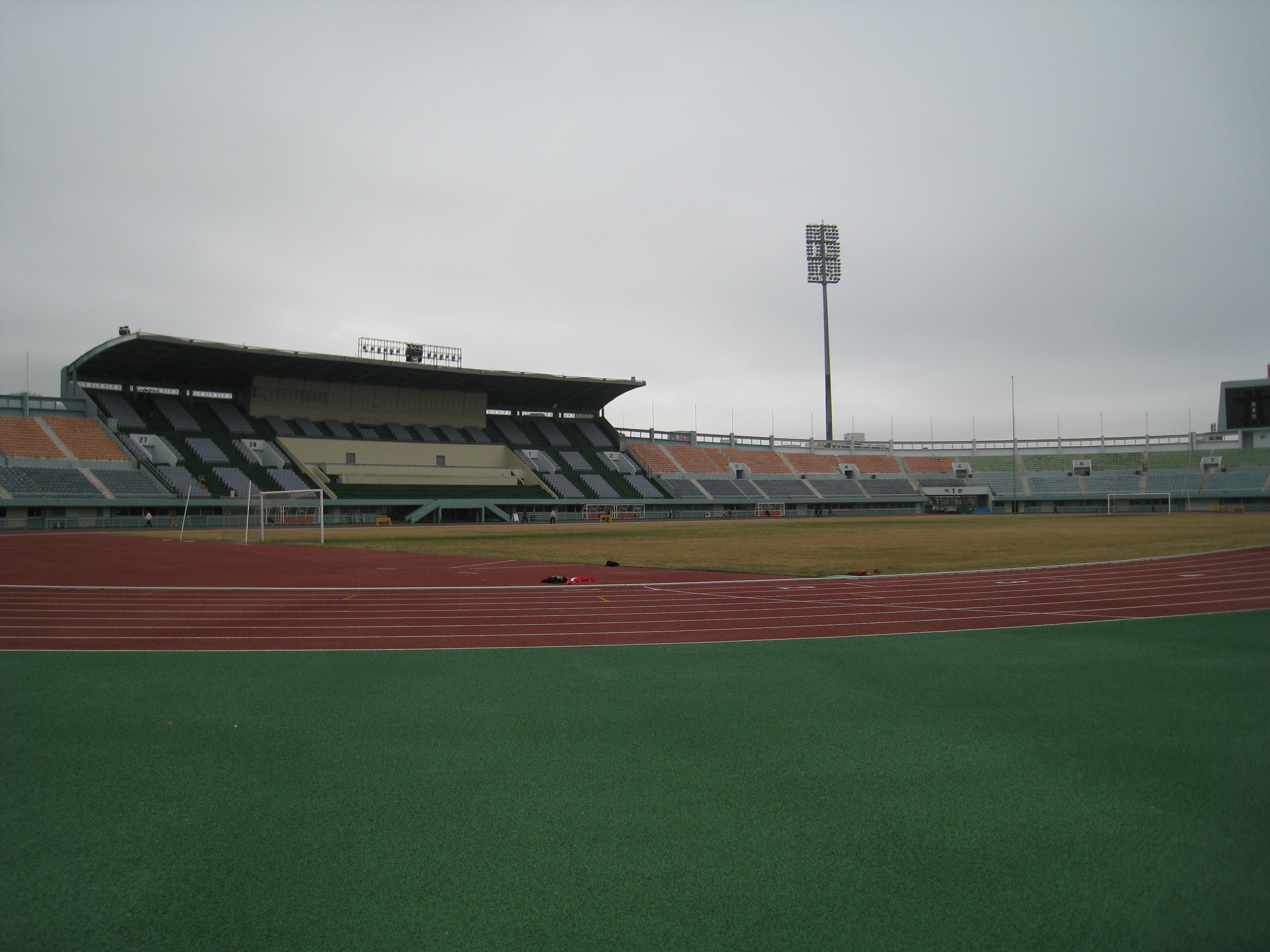